# NForce 500
| NVIDIA nForce 500            | NVIDIA nForce 500  |
| ---------------------------- | ------------------ |
| Поддерживаемые сокет-разъемы | LGA 775 Socket AM2 |
| Дата выпуска                 | 23 мая 2006        |
| Предшественник               | nForce4            |
| Преемник                     | nForce 600         |

nForce 500 — серия чипсетов материнских плат, сменившая серию nForce4. Впервые была представлена компанией NVIDIA 7 марта 2006 и выпущена 23 мая 2006. Чипсеты серии nForce 500 поддерживают Socket AM2 корпорации AMD, кроме того, была добавлена поддержка и процессоров LGA 775 корпорации Intel.

## Характеристики
- Поддержка до шести SATA 3Гб/с жёстких дисков и десять устройств USB 2.0.
- Поддержка двойного RAID 5.

## Чипсеты[1]

### nForce 590 SLIMCP
- Рассчитан на энтузиастов, использующих системы с двумя графическими процессорами, для этого присутствует полная поддержка SLI по схеме 16+16.
- Используется северный мост MCP55XE и южный мост C51XE. Два чипсета в совокупности обеспечивают поддержку 48 линий PCI Express.

### nForce 570 SLI
- Поддержка двух GPU.
- Поддержка 28 линий PCI Express.

### nForce 570 LT SLI
- Поддержка двух GPU.
- Поддержка 20 линий PCI Express.

### nForce 570 Ultra
- Поддержка одного GPU, отсутствует поддержка SLI.
- Поддержка 20 линий PCI Express.

### nForce 560
- Поддержка одного GPU, отсутствует поддержка SLI, оснащается лишь одним разъемом Ethernet и четырьмя портами SATA.
- Поддержка 19 линий PCI Express.

### nForce 550
- Поддержка одного GPU, отсутствует поддержка SLI и RAID 5, оснащается лишь одним разъемом Ethernet и четырьмя портами SATA.
- Поддержка 20 линий PCI Express.

### nForce 520
- Поддержка одного GPU, отсутствует поддержка SLI и RAID 5, оснащается лишь одним разъемом 10/100 Ethernet и четырьмя портами SATA.
- Поддержка 20 линий PCI Express.
- Используется чип MCP65S в качестве северного моста.

### nForce 520 LE
- Поддержка одного GPU, отсутствует поддержка SLI, RAID 0+1 и RAID 5, оснащается лишь одним разъемом 10/100 Ethernet, 8 портами USB и двумя портами SATA.
- Поддержка 20 линий PCI Express.

### nForce 500 SLI (nForce4 SLI AM2)
- Поддержка двух GPU.
- Поддержка 20 линий PCI Express.

### nForce 500 Ultra (nForce4 Ultra AM2)
- Поддержка одного GPU.
- Поддержка 20 линий PCI Express.

### nForce 500 (nForce4 AM2)
- Поддержка одного GPU.
- Поддержка 20 линий PCI Express.

## Intel Edition
NVIDIA также готовила высокопроизводительные решение nForce 590 SLI и nForce 570 SLI, предназначенные для энтузиастов и сектора рынка производительных решений, соответственно, причем это были материнские платы для процессоров Intel Core 2.